# Tricyphona arisana
Tricyphona (Tricyphona) arisana là một loài ruồi trong họ Pediciidae. Chúng phân bố ở vùng Indomalaya.